# Christine Ishaque
Christine „Tini“ Ishaque (geboren am 3. März 1972 in Gießen als Christine Pohl) ist eine ehemalige deutsche Basketballnationalspielerin. Die fünffache Mutter wohnt in ihrer Heimatstadt Gießen und arbeitet seit dem Schuljahr 2007/08 wieder als Lehrerin an der Gesamtschule Gießen-Ost.

## Jugend
Mit 14 Jahren kam Christine Ishaque zum Basketball, ihr erster Verein war der VfB Gießen. Mit ihrem zweiten Verein, dem Post SV Gießen, wurde sie 1987 Hessenpokalsieger. Mit der Hessenauswahl errang sie viermal die deutsche Meisterschaft.
Mit der deutschen U16- (1989) und U18-Nationalmannschaft (1990) nahm sie an Europameisterschaften teil.

## Vereine
Ihre Profikarriere startete Christine Ishaque – damals noch unter ihrem Geburtsnamen Pohl – bei der DJK/TV Aschaffenburg. 1993 wurde sie zur zweitbesten Basketballerin der Damen-Basketball-Bundesliga und zur zweitbesten deutschen Sportlerin des Jahres gewählt.
Mit Wemex Berlin schrieb sie am 8. November 1995 Basketballgeschichte. Beim 285:0-Sieg im Pokalspiel gegen den Osnabrücker SC erzielte sie 74 Punkte. Der OSC war aus Protest gegen eine nicht zustande gekommene Spielverlegung nur mit der Bezirksliga-Mannschaft angereist.
Über den BC Berlin kam sie 1996 nach Marburg (seinerzeit war die Basketball-Mannschaft noch eine Abteilung des VfL Marburg). 2001 wurde sie zur Basketballerin des Jahres (MVP) der 1. Damen-Basketball-Bundesliga (DBBL) und zur Marburger Sportlerin des Jahres gewählt. Mit dem BC Marburg holte sie 2003 das Double, den Gewinn des deutschen Pokals und der deutschen Meisterschaft. Im entscheidenden Finalspiel beim damaligen Favoriten TSV Wasserburg gelang es ihr wenige Minuten vor Schluss, einen gegnerischen Dreipunkte-Versuch abzublocken, den Ball zu sichern und anschließend zum vorentscheidenden Korb zu vollenden.
Nach Differenzen mit dem Trainer wechselte Christine Ishaque vor der Saison 2003/04 zur BG Dorsten und wurde mit dieser deutscher Pokalsieger und Vizemeister. Im Folgejahr wechselte sie zum BC Marburg zurück, der zwischenzeitlich einen Trainerwechsel vorgenommen hatte. 2005/06 spielte sie trotz Knieproblemen die Saison mit einem Punkteschnitt von 20,0 zu Ende, konnte dann aber wegen einer Meniskusverletzung und einer Schwangerschaft in der Saison 2006/07 nicht spielen. Daraufhin beendete sie ihre Erstliga-Karriere als Spielerin und fungierte bis 2007 als Trainerin im Mädchen Basketball Leistungs-Zentrum Marburg e. V. In der Saison 2014/2015 wurde sie in der Rückrunde vom bis dahin punktlosen Regionalligisten Krofdorf-Gleiberg reaktiviert und absolvierte ihr erstes Spiel unter ihrem ehemaligen Marburger Trainer Uwe Scheidemann bei der Niederlage Krofdorf-Gleibergs bei der zweiten Mannschaft des BC Marburg.

## Nationalmannschaft
Bei ihrem Debüt in der A-Nationalmannschaft am 24. Mai 1991 in Leimen (Baden) (71:87 gegen Polen, Freundschaftsspiel) erzielte sie drei Punkte.
Christine Ishaque spielte bei drei Damen-Europameisterschaften  und gewann 1997 die Bronzemedaille.
Beim 145. und letzten Auftritt im Nationaltrikot erzielte sie am 11. September 2005 beim EM-Spiel in Ankara (98:64 gegen Rumänien) die letzten beiden von 819 Zählern.
Am 1. September 2007 wurde sie im Rahmen des EM-Testspiels der deutschen Auswahl gegen Kroatien in Marburg von DBB und BC Marburg geehrt.

## Größte Erfolge
- Europameisterschaft, Bronze: 1997
- Deutscher Meister: 2003
- Deutscher Pokalsieger: 2003 und 2004
- Basketballerin des Jahres: 2001